# وجین‌کن مخروطی
وجین‌کن مخروطی برای ریشه‌کنی و دفن علفهای هرز استفاده می‌شود.

## ساختمان و طرز عمل
وجین‌کن مخروطی از گردندههای مخروطی شکل برای ریشه‌کنی و دفن علف‌های هرز استفاده می‌کند. با حرکت افقی به صورت عقب و جلو گردنده مخروطی در لایه ۳ سانتیمتری بالایی خاک، جایی که بیشتر علفهای هرز می‌رویند؛ عمل وجین را انجام می‌دهد. توان مورد نیاز نیز کم است زیرا در طی کاری تنها بر روی مقدار کمی از خاک کار می‌شود. وجین کن مخروطی در حدود دو برابر سریعتر از وجین‌کن‌های دوار عمل می‌کند.
وجین‌کن دارای دو گردنده مخروطی شکل است که پشت سر هم و در جهت مخالف نصب شده‌اند. تیغه‌های صاف و دندانه‌ای شکل به‌طور یک در میان بر روی گردنده‌های مخروطی نصب شده‌اند تا عمل ریشه‌کنی و دفن علف‌های هرز انجام دهند. این اجزای تیغه‌ها در انتهای قاعده بزرگ‌تر مخروط‌ها، سبب حرکت افقی بیشتری از خاک می‌شوند. قرارگیری دو گردنده در خلاف همدیگر، وجین کاری یکنواختی را در تمام عرض دستگاه به وجود می‌آورد. یک حایل اسکی مانند که در جلوی گردنده‌ها تعبیه شده، شناوری کامل را در شالیزارهای غرقابی تأمین می‌کند.

## مشخصات فنی
- تعداد اپراتور: یک نفر
- برداشت میانگین: ۰/۸ هکتار در روز
- نیروی فشاری میانگین: ۴/۴ کیلوگرم
- وزن: ۷/۳ کیلوگرم
- ابعاد: طول ۱۶۵ سانتیمتر ـ عرض ۴۵ سانتیمتر
- مواد ساختمانی: کل بدنه از لوله فولادی و گردنده‌ها از ورق آهنی است.

## منبع
- ماهنامه ترویجی سبزینه - شماره هفتم